# Sanžar Tursunov
Sanžar Atchamovič Tursunov (in russo Санжар Атхамович Турсунов?; Tashkent, 29 dicembre 1986) è un calciatore uzbeko, centrocampista svincolato.

## Carriera

### Club
Dopo aver giocato con l'Irtyš Omsk, nel 2009 si trasferisce al Volga Nižnij Novgorod.

### Nazionale
Ha più volte rappresentato la nazionale uzbeka.